# Masdevallia veitchiana
Masdevallia veitchiana Rchb.f., 1868 è una pianta della famiglia delle Orchidacee endemica del Perù.

## Descrizione
Pianta che può essere terricola (radici nel terreno) o litofita e più raramente epifita, fiorisce dalla primavera al tardo autunno. Il fiore è unico e veramente spettacolare, avendo dimensioni che possono raggiungere i venti centimetri, di colore che varia tra il fucsia, l'arancione e il giallo..

## Distribuzione e habitat
Pianta originaria del Perù, Cordigliera delle Ande, dove popola spesso le balze rocciose, dai 2000 ai 4000 metri..

## Coltivazione
In coltura vegeta bene in perlite o sfagno e dev'essere coltivata a mezz'ombra. Non teme il freddo e dev'essere mantenuto umido il terreno di coltura..